# Mariage chez les Tchérémisses
Mariage chez les Tchérémisses (en russe : Черемисская свадьба) ou Mariage chez les Maris, également appelé : Enlèvement de la jeune fille, Les Adieux de la fiancée, Mariage Tchouvache, est une peinture de l'artiste Nikolaï Fechine réalisée à Kazan en 1908,. Aux États-Unis, où la toile se trouvait de 1911 à 2011, elle est inscrite dans les catalogues sous le nom anglais : Bearing Away the Bride (Enlèvement de la mariée). Fechine a rassemblé le matériel et les esquisses pour cette toile lors d'un voyage dans un village des Maris ou Tchérémisses.
La critique d'art Galina Toulouzakova qualifie Mariage chez les Tchérémisses d'œuvre charnière de Fechine. Avec elle, selon la critique, « pour la première fois et pleinement » se sont manifestées les conceptions de la composition de l'artiste, les principes caractéristiques de ses scènes de genre et du choix de ses coloris. Les innovations découvertes par le peintre en réalisant Mariage chez les Tchérémisses, il les a répétées et développées dans ses toiles ultérieures telles que L'Aspersion et L'Abattoir (ru).
Une autre critique, Ekaterina Kliotchevskaïa, écrit qu'en 1908, avec ses deux toiles Mariage chez les Maris et La Dame en mauve, a débuté la période la plus fructueuse de l'œuvre du maître, caractérisée par un professionnalisme mature, bien que Fechine étudie encore à cette époque à l'Académie impériale des Beaux-Arts à Saint-Pétersbourg.
Mariage chez les Tchérémisses a été présenté à plusieurs époques différentes lors de grandes expositions d'art nationales (Saint-Pétersbourg, Kazan) et internationales (Munich, Pittsburgh, New York, Chicago). Il existe une littérature abondante, aussi bien scientifique que de vulgarisation, consacrée à ce tableau, du fait que sa destinée a été suivie de près durant de longues années par les médias de masse. En 2011, la toile est revenue des États-Unis, où elle se trouvait depuis un siècle, pour la fédération de Russie, mais se trouve actuellement dans une collection privée et n'est pas disponible pour le grand public.

## Représentation sur la toile
Le tableau est réalisé suivant le technique de la peinture à l'huile sur toile. Ses dimensions sont de 111 × 282 cm. Il est signé dans le coin gauche en bas : « Н. Фешин ».
Nikolaï Fechine décrit sur sa toile un épisode de la cérémonie de mariage chez les Maris (dont le nom avant la révolution était les Tchérémisses) : l'enlèvement de la future mariée de la maison de ses parents. Cet évènement se produit sous les yeux de tout le village,,. L'arrière-plan de la scène du tableau est constitué de maisons en bois et de frêles bouleaux. Le peintre représente cette scène en vue plongeante, en montrant un large espace de terre à l'avant et ne représentant qu'une mince bande de ciel tout au-dessus. Le critique d'art Dmitri Seriakov considérait cette manière de disposer les éléments de ses tableaux caractéristique chez Nikolaï Fechine,. La critique Marina Iachina suppose que l'évènement décrit dans le tableau se produit en automne, car les mariages ont souvent lieu après l'achèvement des travaux agricoles.
Au centre de la composition est représentée la mariée habillée d'une robe blanc cassé et tenant en main une icône. Le visage de la jeune fille est caché par un foulard, avec, à sa droite, une parente corpulente,. Des broderies garnissent sa robe au col, le long du décolleté et à l'ourlet. Marina Iachina l'explique par les conceptions des Maris suivant lesquelles les orifices et les bords des vêtements doivent être protégés contre le mauvais œil. La couleur rouge du foulard de la parente symbolise la vie et est la couleur la plus utilisée dans la broderie des Maris. Plus près du spectateur du tableau, le peintre a placé un Tchérémisse de dos tenant un enfant par la main. Derrière celui-ci se trouvent des parents, des musiciens, des badauds. La fiancée se prépare à s'installer dans la télègue qui se trouve à sa gauche. Le futur époux siège sur le banc, à l'avant, destiné au cocher. L'un des chevaux de l'équipage est tenu par un homme représenté en pied au premier plan, qui semble aller au-delà de la toile vers le spectateur. Le critique Seriakov considérait qu'à en juger par l'expression de son visage et ses gestes cet homme est dans un état avancé d'ébriété,. Il porte le traditionnel caftan bandé sur l'épaule par une écharpe de fête. Selon l'historien local Piotr Doulski, les costumes traditionnels représentés sur la toile ne correspondent pas exactement aux costumes historiques. Fechine a, selon Doulski, représenté une tradition déjà influencée par les artistes de mode venant de la ville dans les villages,,. Guenadi Ivanov-Orkov attribue à cette influence de la mode les châles colorés et les tabliers colorés pour femmes en calicot de couleur.

## Historique de l'œuvre

### Les rites du mariage des Tchérémisses dans les ouvrages des ethnologues et des critiques d'art
La critique d'art Galina Toulouzakova écrit que le sujet du tableau attirait l'artiste par « la beauté de la cérémonie elle-même ». Même les Maris qui ont adopté le christianisme continuent à observer les rites de mariage païens. Habituellement, on envoie à la jeune fille des parents marieurs, mais dans certains cas l'enlèvement de la mariée était encore pratiqué. À la fin du XIXe siècle - début du XXe siècle, cela se produisait, lorsque les parents étaient opposés au mariage, ou, plus souvent, avec la permission des parents parce que le mariage coûtait trop cher, à la fois pour la mariée et pour le marié,,,.
Après que les familles se sont mises d'accord sur le prix de la fiancée et sur la dot, la date du mariage est fixée. Le frère du fiancé ou son père nomme parmi ses proches un droujka. Il est le chef exécutif du mariage et de la fête qui l'accompagne. Les musiciens sont choisis par lui. On fait boire à tous de la bière et du vin,. Puis une procession se forme et se dirige en musique et en chantant vers la maison de la mariée en passant d'abord par celle du marié. Dans chacune des deux familles, un banquet est organisé. Après avoir fait un tour en passant chez tout le monde, la procession arrive chez la mariée. Les participants font semblant d'être ivres et stupides, simulent des chutes de cheval, crient, boivent et chantent, au son d'une musique manquant d'ensemble,,.
Une fois arrivée à la maison de la fiancée, sans franchir le seuil, la procession s'arrête dans la rue. Le droujka informe le père de la fiancée de l'arrivée du fiancé. Puis la procession entre dans la cour, abandonnant les chevaux, et tous s'approchent du porche en dansant et en chantant,. Dès l'entrée dans la maison, de nouveaux rites sont accomplis, puis commence le banquet en musique et en chanson. Les participants à la noce sortent de la maison en faisant grand bruit. Le droujka prend la main de la fiancée et la remet au fiancé en disant : « Prends cette fille dans ta famille ». Le fiancé amène la fiancée dans la cour puis chez ses parents en la faisant monter dans une télègue ou un traineau. La cérémonie se poursuit ensuite chez les parents du marié,. Toulouzakova remarque que le rite de l'enlèvement de la mariée subsiste dans certaines régions de la Volga où la coutume impose que l'épouse se rende après le mariage dans la maison des parents de son mari, le visage couvert,.
Le chercheur de la vie quotidienne chez les Maris, Timophée Semionov écrivait à la fin du XIXe siècle : « Le plus bourru des Tchérémisses devient tout à fait méconnaissable et joyeux lors des mariages : il fait des grimasses de toutes sortes, accompagne la musique en frappant dans ses mains, danse avec passion, chante, pousse des cris frénétiques. Généralement, sous l'effet de boissons alcoolisées. Ils sont tellement habitués à la rigueur de la nature, qu'ils semblent se délivrer de leurs chaînes, et de paisibles deviennent violents »,,. L'ethnographe tchouvache Spiridon Mikhailov (ru) (1821—1861) a décrit de façon extrêmement détaillée des cérémonies de mariage chez les Maris, mais à une époque beaucoup plus ancienne.

### Travail du peintre sur la toile

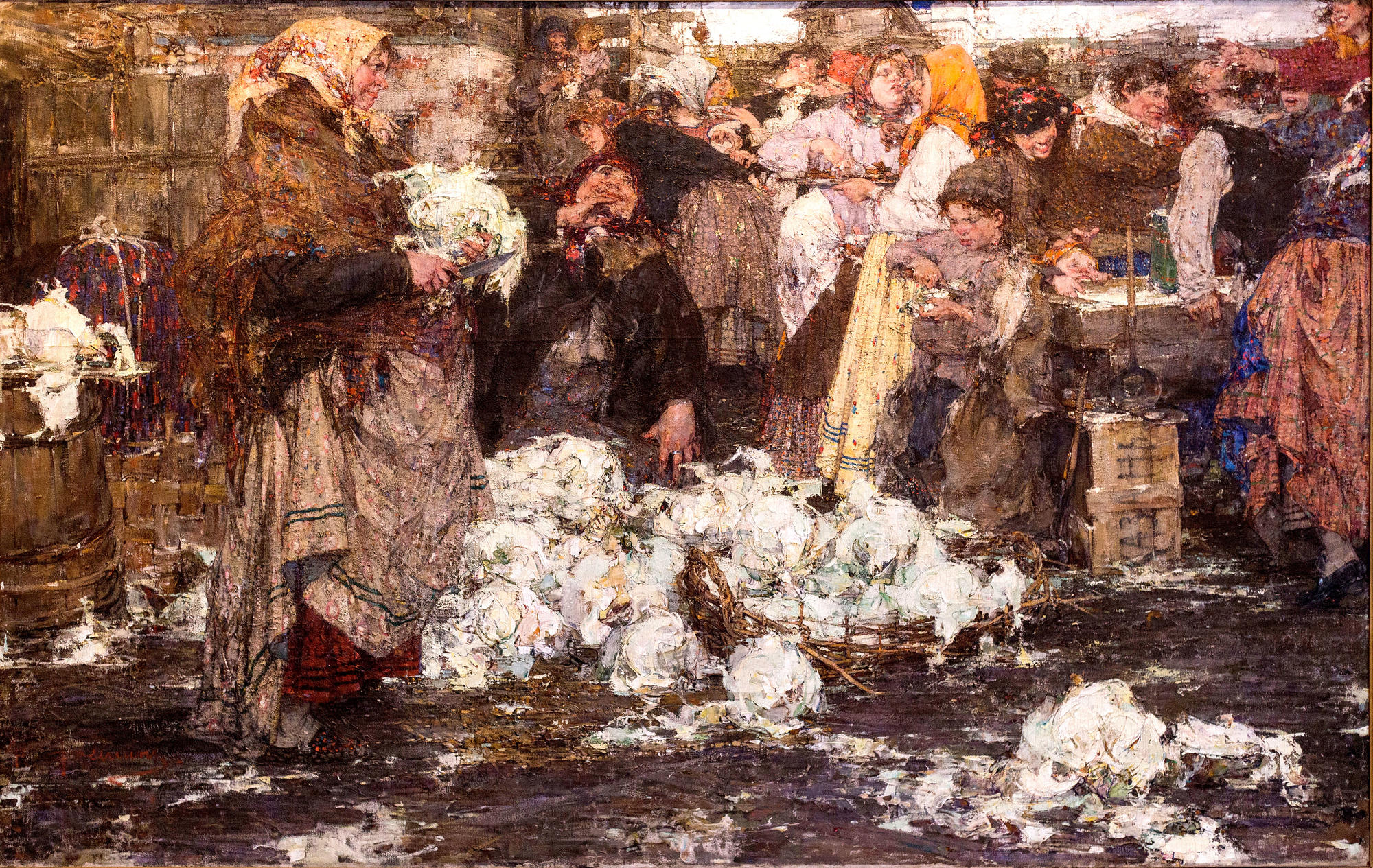
Kapoustnitsa (1909). Travail de fin d'étude artistique à l'Académie des Beaux-Arts de Saint-Pétersbourg.

Mariage chez les Tchérémisses (1908), comme l'autre toile du même genre intitulée Kapoustnitsa (1909), a été créé à l'époque où le peintre étudiait à l'Académie impériale des Beaux-Arts à Saint-Pétersbourg. Galina Toulouzakova estime que pour le Mariage chez les Tchérémisses, Fechine a choisi un sujet qui l'intéressait beaucoup à cette époque et qui touche à la coutume, aux rites, aux fêtes de villages russes et chez les inorodtsy. Dans le choix du sujet transparaît l'expérience vécue du jeune Nikolaï Fechine. Dès ses 12 ans, il a accompagné son père dans ses voyages dans les villages du gouvernement de Kazan. L'objectif était d'y obtenir des commandes de réalisation d'iconostases pour les autels des églises. Fechine et son père séjournaient souvent chez des parents dans le village de Kouchnia. La vie primitive des gens avec leurs anciennes divinités et leur mystérieux mysticisme, les sacrifices qui se déroulent dans les forêts boréales, ont naturellement développé chez le jeune garçon un amour particulier pour tout ce qui touche à la nature et dont il se souviendra plus tard dans ses créations artistiques.
Nikolaï Fechine écrit que durant l'été de l'année 1908 « … je me suis rendu dans le village tchérémisse de Lipcha non pour m'y reposer, mais pour y travailler. J'y ai rassemblé la documentation nécessaire puis je suis retourné à Kazan. Je me suis installé dans une maison vide appartenant à mon oncle et j'ai commencé à réaliser ma première grande composition L'Enlèvement de la fiancée, basée sur la coutume des mariages chez les Tchérémisses. Ma grande toile était placée en diagonale dans la pièce. La lumière venant des fenêtres basses et étroites était si faible, que plus de la moitié de la toile était dans l'obscurité. Pour voir le résultat de mon travail, je devais me coucher à même le sol sous le tableau et regarder vers le haut ». Galina Toulouzakova, dans sa thèse de doctorat, considère que c'est en 1907 et non en 1908 que Fechine a rassemblé sa documentation, dans les villages de Kouchnia et de Morki (ru), dans le gouvernement de Kazan. Les historiens Dmitri Seriakov et Piotr Doulski partagent la même opinion que celle de Toulouzakoiva,.
Le critique d'art Guennadi Ivanov-Orkov donne une version différente des recherches préparatoires de Fechine sur le terrain pour son tableau. Il estime que les ébauches du tableau Mariage chez les Tchérémisses datent des années 1906-1908 et ont été réalisées dans la ville de Tcheboksary et dans la région de la Trans-Volga et ses environs, où l'artiste a rendu visite plusieurs fois à un couple de parents I. S. et M. T. Teplova,. Certaines de ces visites ont eu lieu à l'époque de la révolution russe de 1905 et Ivanov-Orkov suggère que, bien que l'on ne sache rien des troubles et des émeutes des habitants à cette époque, leur apparence et leur mode de vie a pu inspirer à Fechine de la peur renforcée par les rites étranges dont certains sacrifices sanglants. La population russe avait encore en mémoire le procès lié à l'affaire Moultan (ru) relatif à des accusations de meurtres rituels. Or d'après Ivanov-Orkov, Fechine ne pouvait pas vraiment percevoir les peuples de la Trans-Volga comme des peuples étrangers. Selon Ivanov-Orkov, Fechine pouvait tout aussi bien peindre des croquis dans les pâturages de la Trans-Volga, que dans la ville même de Tcheboksary ou sur les marchés où on retrouvait les paysans des villages voisins venus faire leurs achats,.
Le peintre, selon Toulouzakova, a été attiré par l'idée de représenter une action collective, dans laquelle la foule forme un tout où se révèle la personnalité originelle de personnes vivant selon les rythmes simples de la nature. Fechine ne décrit pas un rite particulier, mais « par le langage de la peinture, il tente d'exprimer les émotions ressenties par ses personnages, dont l'ensauvagement se rapproche de l'essence de la nature humaine ». Selon la critique d'art, le peintre a travaillé davantage au niveau intuitif plutôt que selon une analyse logique. La volonté de se tourner vers les origines de l'art au début du XXe siècle a suscité un intérêt pour l'art archaïque, mais aussi pour le folklore et le primitivisme. Elle s'est manifestée aussi dans le désir de pénétrer la pensée naïve,.

## Croquis, esquisses et études

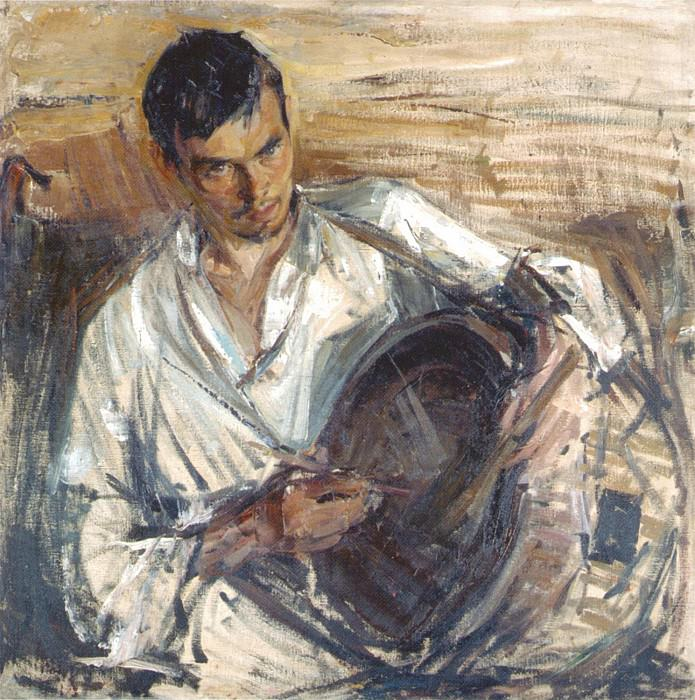
Le Batteur 1908, Fechine, musée de Tcheboksary.
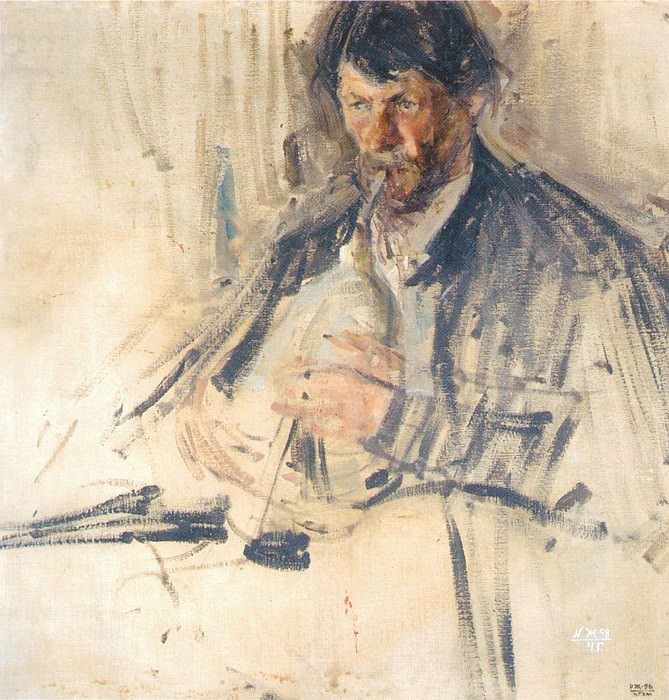
Joueur de cornemuse 1908, Fechine, musée de Tcheboksary.

Pavel Radimov (ru), membre de l'association Poètes et paysans (en), dernier président des Ambulants et premier président de l'Association des artistes de la Russie révolutionnaire rappelle que dans les premières années de ses rencontres avec Fechine, ce dernier lui a montré une série d'une douzaine d'études. Parmi celles-ci, Mariage chez les Maris (ou Mariage chez les Tchérémisses). Radimov a écrit plus tard que c'est sur la base de ces études qu'a été créé le tableau. Le docteur en histoire de l'art Guennadi Koudriavtsev a écrit sur ces mêmes études préparatoires au tableau Mariage chez les Tchérémisses. Il a souligné leur valeur particulière du fait qu'elles « transmettent de manière fiable le type ethnique, la richesse ethnographique particulière ». Koudriavtsev attire l'attention sur le fait que le peintre n'aborde pratiquement pas de sujets religieux ou mythologiques dans son travail mais que, par contre, il utilise activement les motifs folkloriques et les rites et coutumes traditionnels des fêtes chez les Tchérémisses.

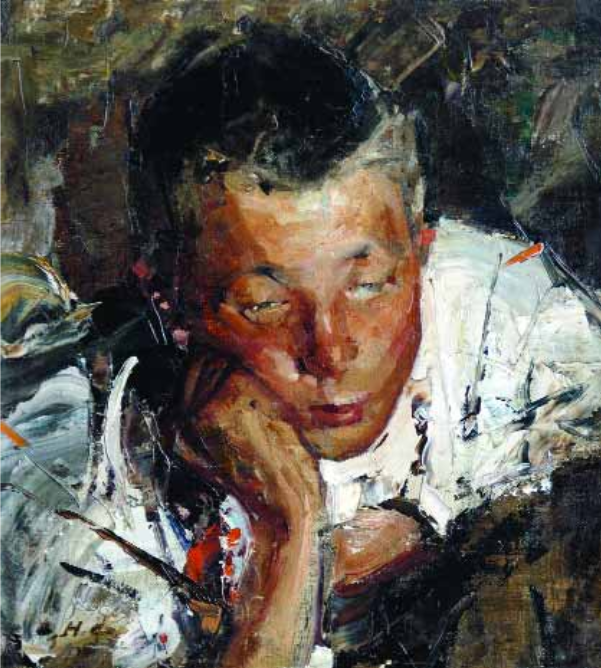
N. Fechine. Portrait d'un garçon tchouvache, 1908, musée de Tcheboksary.

Galina Toulouzakova mentionne comme œuvres conservées jusqu'à nos jours et créées, à son avis, en 1907 l'étude d'après nature du Batteur (1908, huile sur toile 86,5 × 86,5 cm,,), Le Joueur de cornemuse (étude inachevée se trouvant au revers du Batteur,), et La Marieuse. Toutes ces études se trouvent dans les collections du Musée tchouvache des arts figuratifs (ru) à Tcheboksary. Seriakov attribue également à ce groupe d'études le Portrait d'un garçon tchouvache (1908, toile, crayon, huile, 39,8 × 36 cm signé de l'auteur : «Н. Фешин»),. Il se trouve également au même musée tchouvache de Tcheboksary. Toulouzakova ajoute à ces études préparatoires au Mariage chez les Maris le Portrait d'une inconnue (ou Femme en costume national tchouvache, ou Femme tchouvache), conservée au musée I. Répine à Saint-Pétersbourg, également daté de 1907 par la critique. Selon Alexandre Grigoriev (1891-1961), qui a été directeur adjoint de la Galerie Tretiakov, « le nom du tableau Étude de la femme tchouvache n'est pas assez précis car c'est en réalité la mariée du Mariage chez les Maris qui s'assied sur la télègue ». Pour Guennadi Ivanov-Orkov, ce tableau représente une femme tchouvache en habit de tous les jours avec les accessoires féminins.
Dans ces esquisses et études, ce sont des couleurs chaudes qui dominent avec un prédominance de l'ocre et des tons bruns. L'artiste y dépeint la forme des visages de ses personnages. Mais ces études, selon Dmitri Seriakov donnent l'impression d'être autonomes.
Marina Iachina note que, dans la littérature sur l'histoire de l'art, il existe différents points de vue sur l'appartenance nationale des modèles de Nikolaï Fechine. Selon le spécialiste du costume tchouvache Guennadi Ivanov-Orkov, directeur du département art appliqué du musée d'art de l'État tchouvache, la toile Femme tchouvache (1908, toile, huile, 89 × 31,3 cm) présente une femme tchouvache portant un costume typique de femme mariée. Ivanov-Orkov insiste sur le fait qu'il ne s'agit pas de vêtements festifs ou cérémoniels. Elle est typiquement dans une attitude ordinaire et ne porte pas de chapeau mais seulement un bandeau.

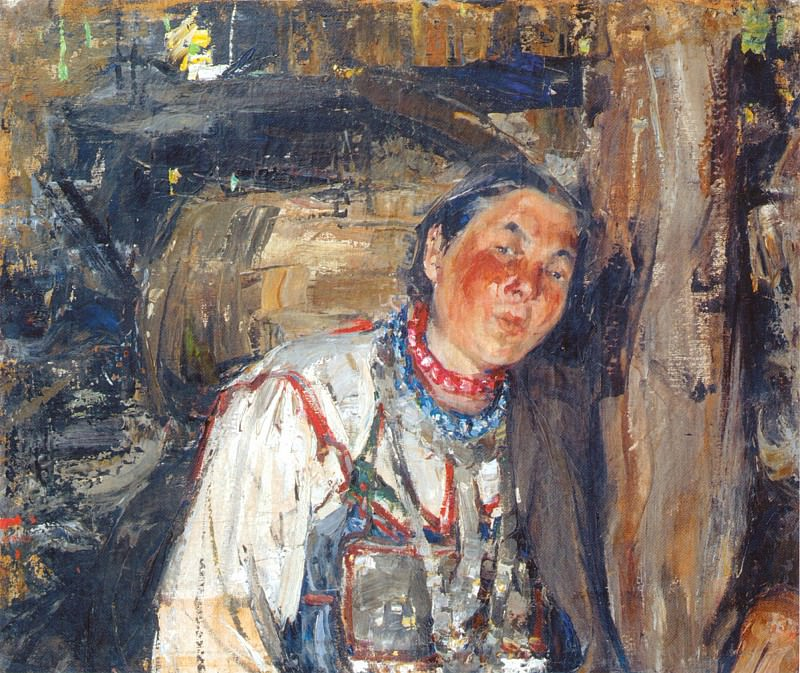
N. Fechine. La marieuse, 1908.

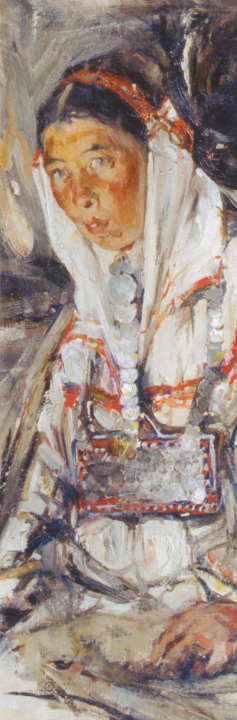
N. Fechine. Femme tchouvache, (musée Grigoriev), 1908.

Dmitri Seriakov commente les deux croquis de la composition générale du tableau qui sont conservés au musée des arts figuratifs de la ville de Kozmodemiansk (le premier date de 1908, huile sur toile 79 × 102 cm inventaire no 282 ; le second date aussi de 1908, huile sur toile, 58 × 100 cm, inventaire no 284,). Comme le tableau final, ils représentent la scène du mariage vue de haut. La scène diffère sur chacune d'elles. La première esquisse représente le cortège des participants et la télègue avec la fiancée. Le batteur de tambour et le joueur de cornemuse sont représentés au centre de la composition des esquisses parce qu'ils ont une signification rituelle. Pendant le mariage la cornemuse joue une mélodie qui accompagne les nouveaux mariés lorsqu'ils mangent la nourriture rituelle. Dans le tableau final, le batteur est également représenté, mais sur le croquis, Fechine souligne davantage son importance. Le fiancé et la fiancée n'apparaissent pas dans l'esquisse et ils sont vraisemblablement déjà installés dans le tarantass, alors que dans le tableau final la fiancée est au centre de la composition.
Sur la seconde esquisse du musée de Kozmodemiansk est également représenté un trompettiste. Mais le vice-directeur du musée national de la république Mari, N. A. Bolchova, considère que la trompette n'avait pas vraiment sa place dans la réalité d'un mariage chez les Tchérémisses. C'est pourquoi il n'est plus représenté dans la version finale.
Pour le critique et peintre Sergueï Voronkov, dans ces deux esquisses, l'homme est une partie inséparable de l'espace environnant. La surface de ces esquisses se présente comme « une masse vivante mobile, dans laquelle les figures et les objets se touchent étroitement, s'allient entre eux. Leurs contours se brisent, sont écrasés par les coups de pinceaux, puis fusionnent pour maintenir l'unité picturale ». Fechine dans ces esquisses ne s'attache pas tant à l'emplacement des personnages individuels qu'à celui des taches de couleurs. Voronkov y voit la tradition d'Ilia Répine chez qui Fechine a étudié à l'académie.

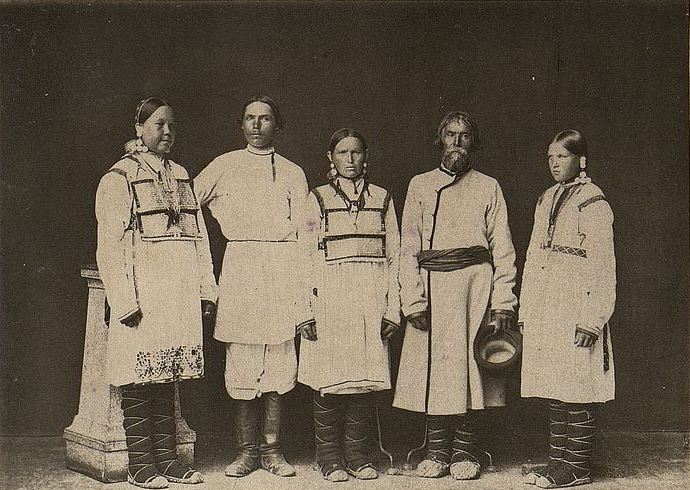
Maris des montagnes, 1870.

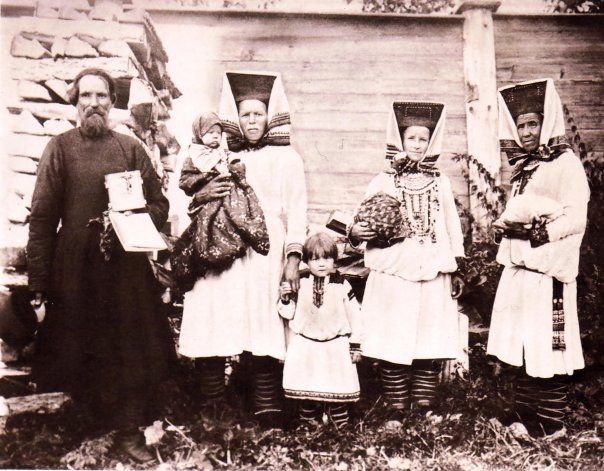
Maris des plaines, 1900.

Les deux esquisses sont entrées dans les collections du musée de Kozmodemiansk, en provenance de Kazan, en 1925. Elles avaient besoin d'une restauration. Mais malgré le mauvais état de la couche colorée, elles ont été exposées à Moscou, Saint-Pétersbourg, Kirov, Kiev et Riga et aux États-Unis, lors de la première exposition personnelle des travaux de Nikolaï Fechine en 1963.
Seriakov écrit que les esquisses de Kozmodemiansk sont réalisées à la gouache en combinaison avec de l'aquarelle et qu'elles sont proches d'une composition d'art abstrait. Elles attirent l'attention par « un tourbillon de coups de pinceaux formant des lignes qui ne ressemblent que vaguement à des images réelles ». L'artiste ne fait qu'esquisser la composition générale du futur tableau, sans étudier les détails de trop près.
Guennadi Ivanov-Orkov considère que sur les esquisses du peintre sont représentés des Maris des prairies. Il se base pour ce choix sur les costumes amples, blancs aux rayures rouges, laissant le ventre proéminent et les ceintures basses. Les ornements sur les poitrines sont également typiquement maris,. Ivanov-Orkov considère les trois études de Kozmodemiansk et de Kazan comme la première étape du travail de l'artiste sur le tableau. À ce stade, Fechine tâtait les bases de sa future composition ainsi que les couleurs de la toile. Dans une deuxième étape il réalise des études sur lesquelles les personnages sont représentés en costumes nationaux tchouvaches. C'est alors qu'il essaye de déterminer l'image des personnages du tableau. Mais si sur les premières esquisses il choisit des costumes de Maris des prairies, puis, sur les études qui suivent, des costumes tchouvaches, dans la variante finale de la toile, il choisit une troisième option, avec des costumes de Maris des montagnes et de Tchouvaches des hauteurs. Ce dernier type de costume se retrouve à l'époque de Fechine dans deux ouïezds du gouvernement de Kazan : celui de Kozmodemiansk et celui de Tcheboksary. Ivanov-Orkov fait encore remarquer qu'à cette époque le terme Tchérémisse s'appliquait à la fois aux Maris et aux Tchouvaches,.
En 2016, des croquis et des études pour le tableau Mariage chez les Tchérémisses ont été rassemblés dans différents musées de la fédération de Russie, et, en 2020, des esquisses du musée de Kozmodemiansk ont été présentées à une exposition temporaire à Tcheboksary,.

Esquisses pour le tableau Mariage chez les Tchérémisses, 1908
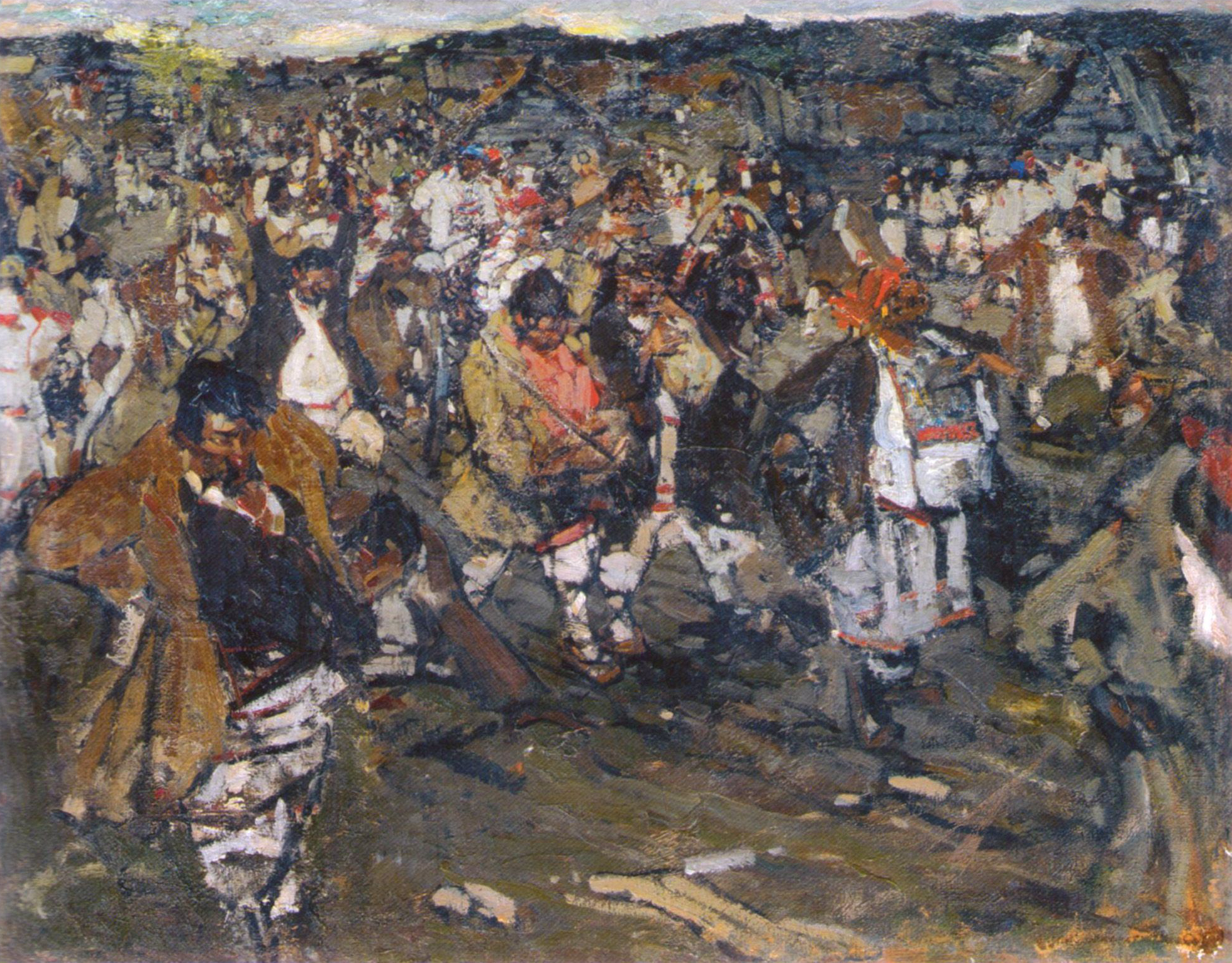
Musée de Kozmodemiansk (avec le batteur au centre).
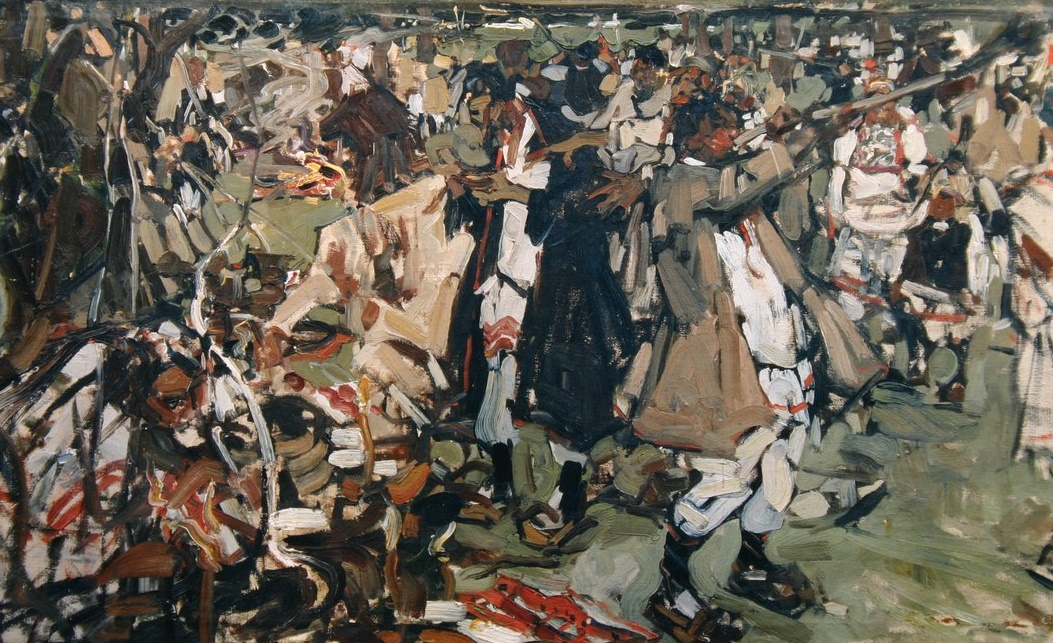
Musée de Kozmodemiansk (avec le trompettiste à l'avant).
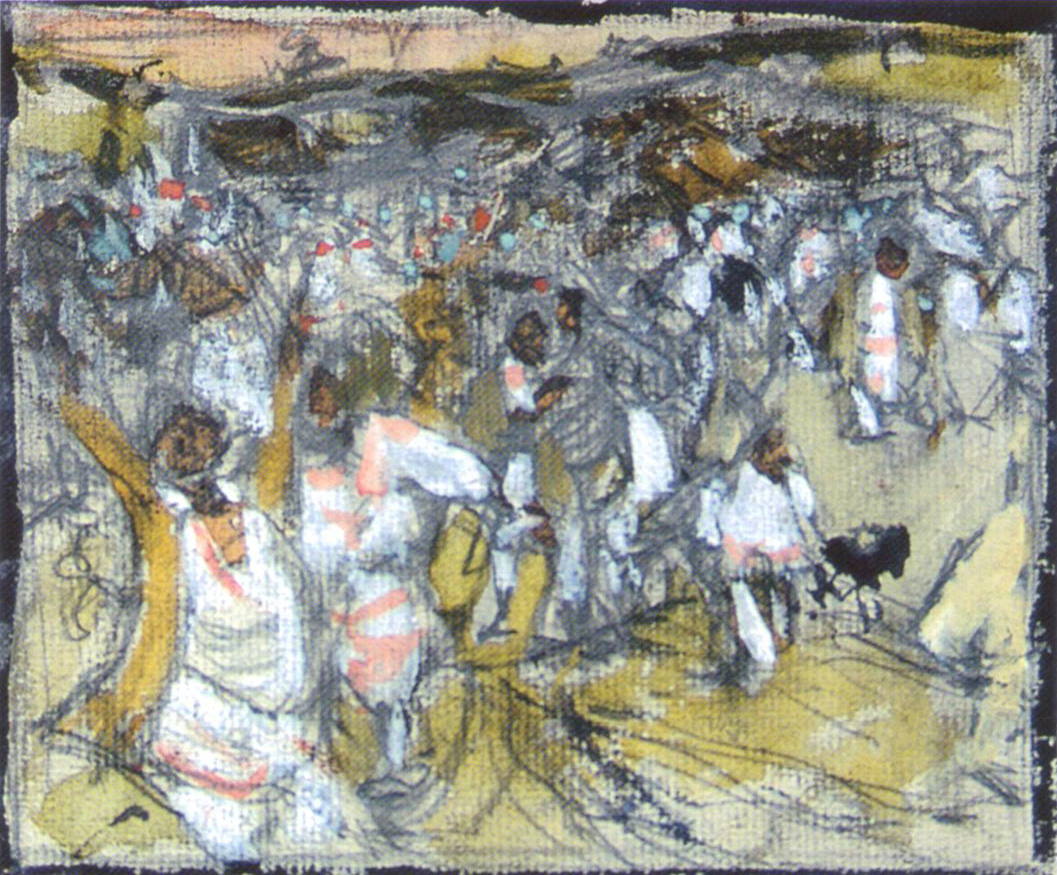
Esquisse au musée de Kazan.

## Provenance

### De la Russie aux États-Unis
Le Mariage chez les Tchérémisses a été présenté à l'exposition de printemps à l'académie impériale des beaux-arts de Saint-Pétersbourg en 1908 où Fechine a reçu des éloges à son propos et a reçu le premier prix d'un montant de mille roubles de la part de la Société des artistes Arkhip Kouïndji,,. L'artiste a admis avoir profité un peu de cette somme seulement, parce qu'il avait l'habitude de prêter son argent à des amis étudiants dont le cercle ne cessait de s'élargir à mesure que son succès grandissait. Après cette exposition, la toile a été exposée aussi à l'exposition Art russe actuel à Kazan en 1909.
Le tableau, qui se trouvait encore à l'époque dans la collection de l'artiste lui-même, a été présenté à l'exposition internationale de la société des artistes au Palais des glaces à Munich en 1910. L'homme d'affaires et collectionneur d'art new-yorkais George Arnold Hearn (1835-1913) a acheté la toile à Fechine. Hearn était un défenseur de l'art américain contemporain et protecteur de plusieurs organisations artistiques de New York, parmi lesquelles : le Brooklyn institut of art and sciences, le Metropolitan museum of art (à qui il transféra une partie de sa collection en 1906). Il a vu le Mariage chez les Tchérémisses lors de la quinzième exposition internationale annuelle qui s'est tenue en juin 1911 à la Carnegie Institution à Pittsburgh. Le tableau était présenté sous le nom Bearing of the Bride (L'Enlèvement de la Fiancée). Le journaliste du numéro de décembre de la revue American Art News s'est déclaré enchanté que ce tableau étonnant soit entré dans une collection aussi reconnue que celle de ce mécène généreux et réputé qu'est Mister Hearn et qu'il resterait ainsi aux États-Unis.
M. Hearn a prêté la toile à N. Fechine pour un certain nombre d'expositions : la sixième exposition annuelle d'hiver de l'Académie américaine des beaux-arts en décembre 1911-janvier 1912, qui s'est tenue à la Vanderbilt Gallery de l'île de Nantucket dans le Massachusetts et aussi à une exposition, qui a eu lieu en février 1912 au Salmagundi Art Club Gallery, à New York. M. Heart est mort en 1913, et sa veuve, Laura Frances Hoppock Hearn (1839-1917), a hérité du tableau. Quelques années plus tard, il a été exposé par l'American Art Association à une vente aux enchères le 27 août 1918.

### Le tableau après 1918
En 1918, le Mariage chez les Tchérémisses a été vendu pour le prix de 1 500 dollars à George B. Wheeler, gendre de Frances Hearn, en même temps que plusieurs lots. Le tableau est resté dans la famille Hearn jusqu'à la Grande Dépression, quand il a à nouveau été mis en vente aux enchères par l'American Art Association le 5 mai 1932 (lot no 8). Le tableau a aussi été présenté à plusieurs grandes expositions, notamment une exposition au Brooklyn Museum en 1923 et à l'Art Institute of Chicago en 1924. Après plusieurs transferts de propriété, le tableau a été donné au National Cowboy & Western Heritage Museum d'Oklahoma City en 1975 par la médiation du Musée Hammer. Entre les années 1975 et 2011, Mariage chez les Tchérémisses faisait partie de l'exposition permanente du musée.

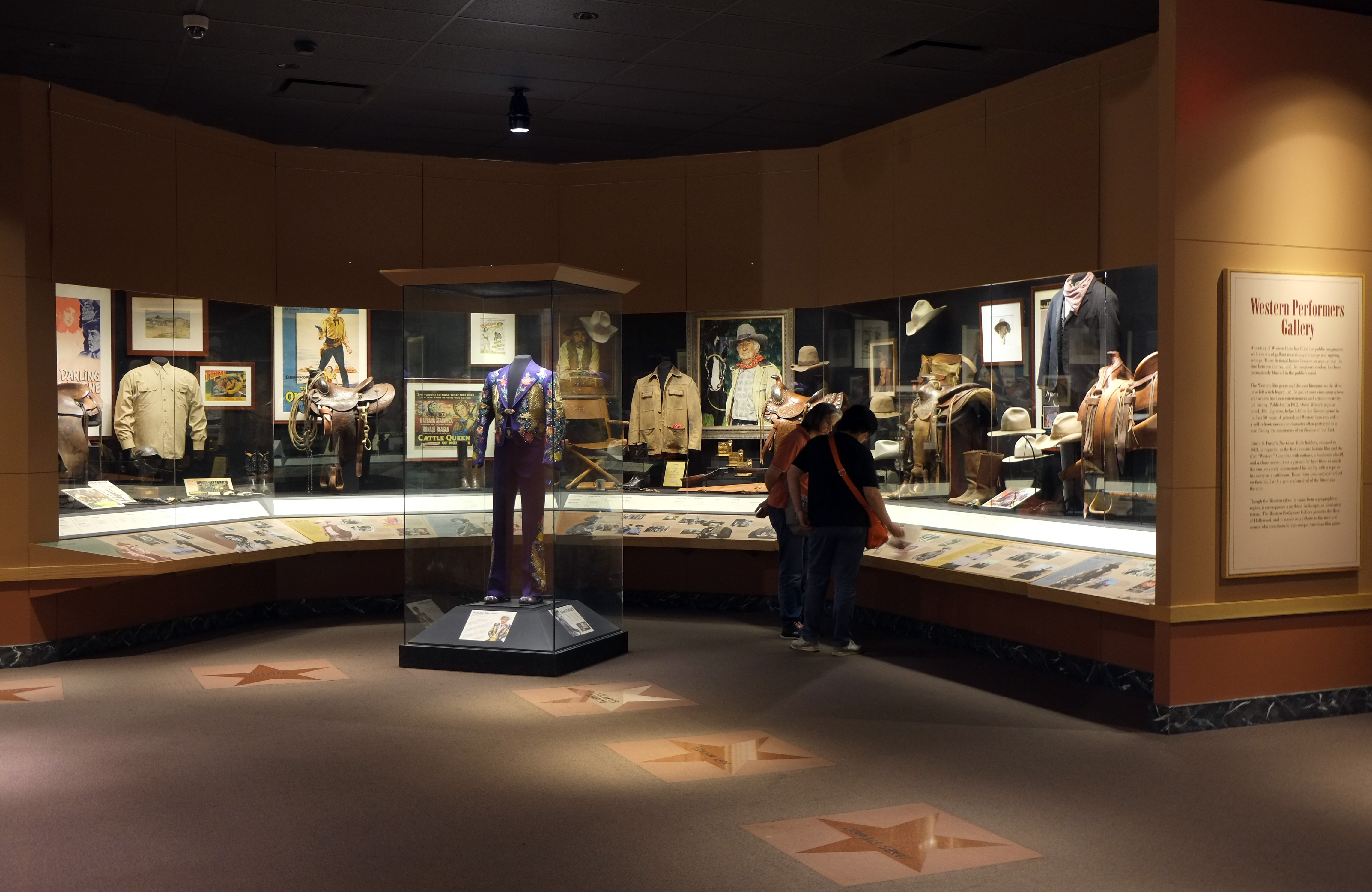
Intérieur de l'une des salles du musée national Cowboy et du patrimoine occidental.

Le 1er novembre 2011 le National Cowboy & Western Heritage Museum a mis la toile aux enchères lors d'une vente Chefs-d'œuvre de l'art russe à la maison Sotheby's à New York. Le président du musée d'Oklahoma City, Chuck Schroeder considérait qu'un tableau de cette importance devait être présenté dans un lieu où le public était intéressé par l'art russe, par le peintre Fechine et par l'époque de sa réalisation et aurait ainsi l'occasion de l'acquérir. « En Russie, beaucoup de collectionneurs s'intéressent au rapatriement de tableaux historiques exceptionnels », a-t-il ajouté.
Le tableau Mariage chez les Tchérémisses a été estimé à 3-5 million de dollars. Il a été adjugé à une personne désirant demeurer inconnue pour la somme de 3 330 500 dollars. L'historienne d'art Galina Toulouzakova explique pourquoi le prix de la toile est resté aussi modeste dans un article de l'édition électronique de Kazan Business Online :

« Mariage chez les Tchérémisses est un chef-d'œuvre, mais pour un collectionneur privé, il est moins intéressant parce que le musée qui est dédié à Fechine est énorme. Mais les musées en Russie ne sont pas soutenus par l'État pour reconstituer leurs collections. Quant aux collectionneurs privés, ils préfèrent de la peinture de salon,. »

## Réception critique

### Dans l'Empire russe et en République socialiste fédérative soviétique de Russie
Les critiques d'art russes on accueilli le tableau avec retenue. Le magazine mensuel d'art et de littérature moscovite Toison d'or, dans un article sur l'exposition de l'Académie des arts, mentionne l'attribution du premier prix au tableau de Fechine, mais ajoute qu'il n'est pas toujours attribué aux meilleures œuvres de l'exposition. Des médias ont critiqué l'artiste pour avoir décidé d'exposer cette toile hors des frontières de Russie et notamment en Allemagne, estimant qu'il était inacceptable de montrer ces « images de peuples étrangers » dans leur vie quotidienne, pour les rapports des Allemands avec la Russie. Le critique d'art Evseïev écrit :

« Il est simplement navrant que cet artiste, avec tous ses mérites de peintre, ait visiblement volontairement déformé son dessin et en soit arrivé au ridicule par son exagération. Sur l'immense toile couverte par sa peinture, il n'y a pas une seule figure qui rappelle une ressemblance à de l'humain. Cette monstruosité, des familles allemandes respectables sont invitées à la regarder et voir, avec une peur compréhensible, une espèce d'homme animal debout près d'un chariot, une bonne femme peinte en cinabre, un garçon à la tête devenue citrouille, le visage d'un vieil orang-outan dont la panse pend presque jusqu'au sol. J'ai eu honte de cette caricature de la vie russe. Et comme nous étions à l'étranger, j'ai eu honte de me retrouver dans cette exposition internationale au nom de tout mon peuple. »

Le critique Piotr Doulski parle d'un autre ton. Dans le magazine mensuel de littérature et de critique Vesy (La Balance), il s'exprime avec éloge à propos de la toile de Fechine. Piotr Doulski apprécie le tableau pour la maîtrise technique de son auteur et pour sa belle illustration de la vie quotidienne des peules de la Volga. 

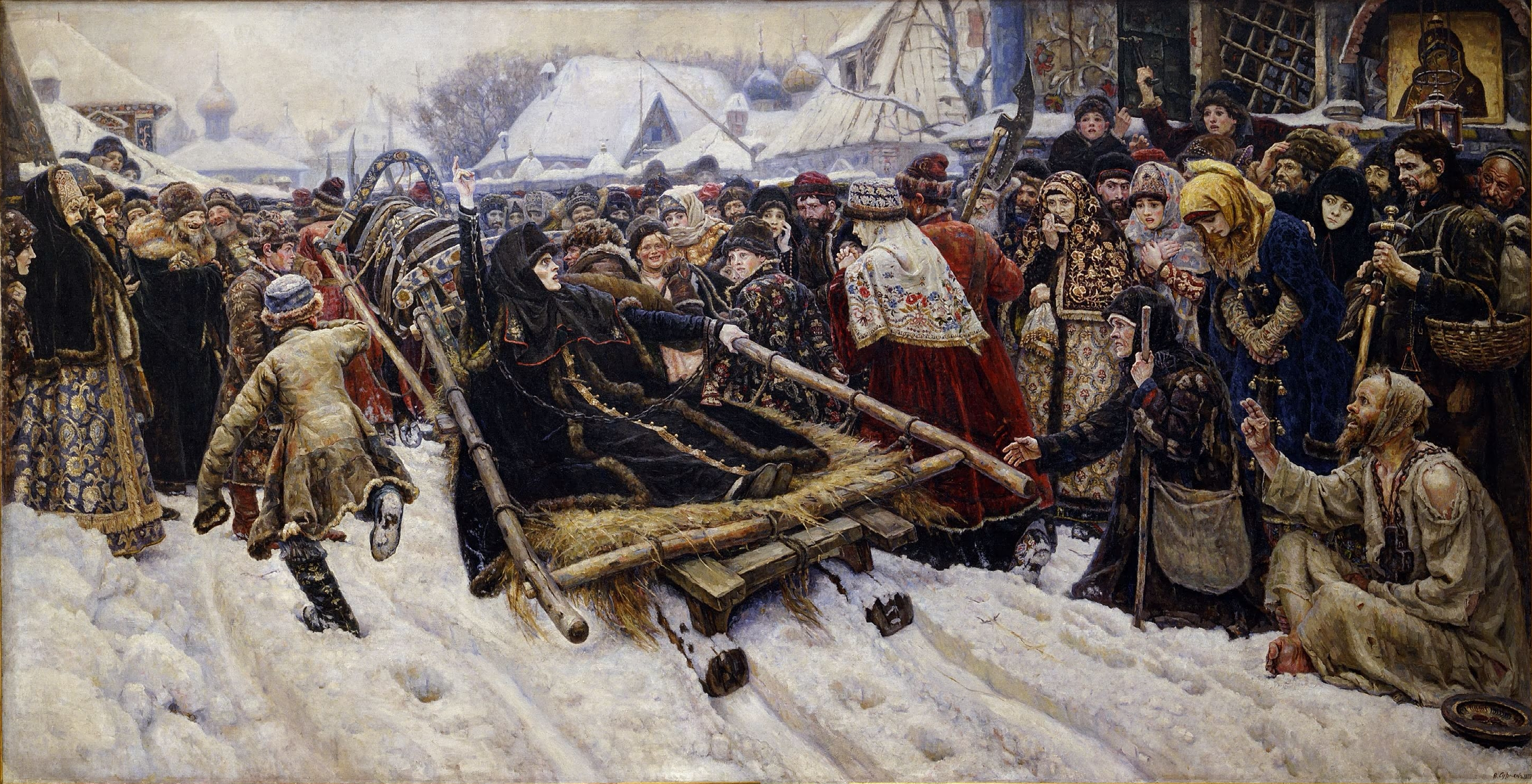
Feodosia Morozova par Vassili Sourikov (1884-1887, Galerie Tretiakov).

Le journal libéral-démocrate Discours Volga-Kama (Voljsko-Kamskaïa retch) donne également une critique positive et son chroniqueur artistique écrit :

« Le tableau est l'œuvre d'un peintre talentueux et intéressant. Des couleurs fidèles et riches, juste un peu sombres. L'artiste possède de grandes capacités pour représenter la richesse ethnographique de ses personnages, pour transmettre la psychologie du visage humain. Il est capable de représenter, comme Vassili Sourikov, des masses populaires vivantes, d'organiser sa toile en une composition vraie et vivante. »

Le rédacteur de l'article note le réalisme incontestable de la toile de Fechine qui représente « la vie triste, l'esclavage séculaire des hommes, leur travail pénible, leur dégénérescence » au sein de ce village d'un peuple étranger, parmi la richesse des détails ethnographiques, en ajoutant un peu d'humour malgré tout.

### Influence du tableau sur le travail des peintres russes et soviétiques
Le futur élève de Nikolaï Fechin, Nikita Svertchkov, a visité l'exposition de 1909 à Kazan, où le tableau Mariage chez les Tchérémisses a été présenté. Plus tard (de la fin des années 1920 jusqu'en 1963), le thème du mariage traditionnel est apparu dans l'œuvre de ce peintre tchouvache,. Le critique d'art Gueorgui Issaïev considère que cela est dû à l'influence de Fechine. Svertchkov décrit les deux rites du mariage tchouvache : touipa kaïni (rituel complexe avec un grand nombre d'invités dont des notables) et touksa kaïna (enlèvement de la fiancée). De l'avis d'Issaïev, Svertchok n'a pas seulement utilisé le sujet de la toile de son maître, mais a aussi suivi les principes de celui-ci : représentation fiable d'une mise en scène historique, présence de différents types de populations tchouvaches, utilisation du grotesque pour les personnages principaux. Un autre élève de Fechine, Moïse Spiridonov (ru), a également visité l'exposition de 1909 et a pu apprécier Mariage chez les Tchérémisses. Il a créé plusieurs œuvres sur ce même thème du mariage. L'image de la mariée était celle qui l'intéressait le plus. Il essaye de transmettre « une large gamme de sentiments et la profondeur de ses expériences spirituelles » des valeurs morales reflétant le rôle de femme dans la vie de famille des Tchouvaches.
Alexeï Kokel (en) est un autre artiste qui a subi l'influence de Fechine. Il a réalisé deux croquis sur le thème du rite tchouvache de l'enlèvement de la mariée en 1908.
Le sculpteur Sergueï Konionkov, lauréat du Prix Lénine, a créé un buste de Nikolaï Fechine en 1934 à New York. Il rappelle dans son ouvrage Terre et peuples, publié en 1968 en URSS, « l'impression forte et inattendue » qu'ont provoquée dans les années 1900 et 1910 les expositions de Fechine en Russie et à l'étranger et particulièrement celle du Mariage chez les Tchérémisses.

### Réception critique à l'étranger

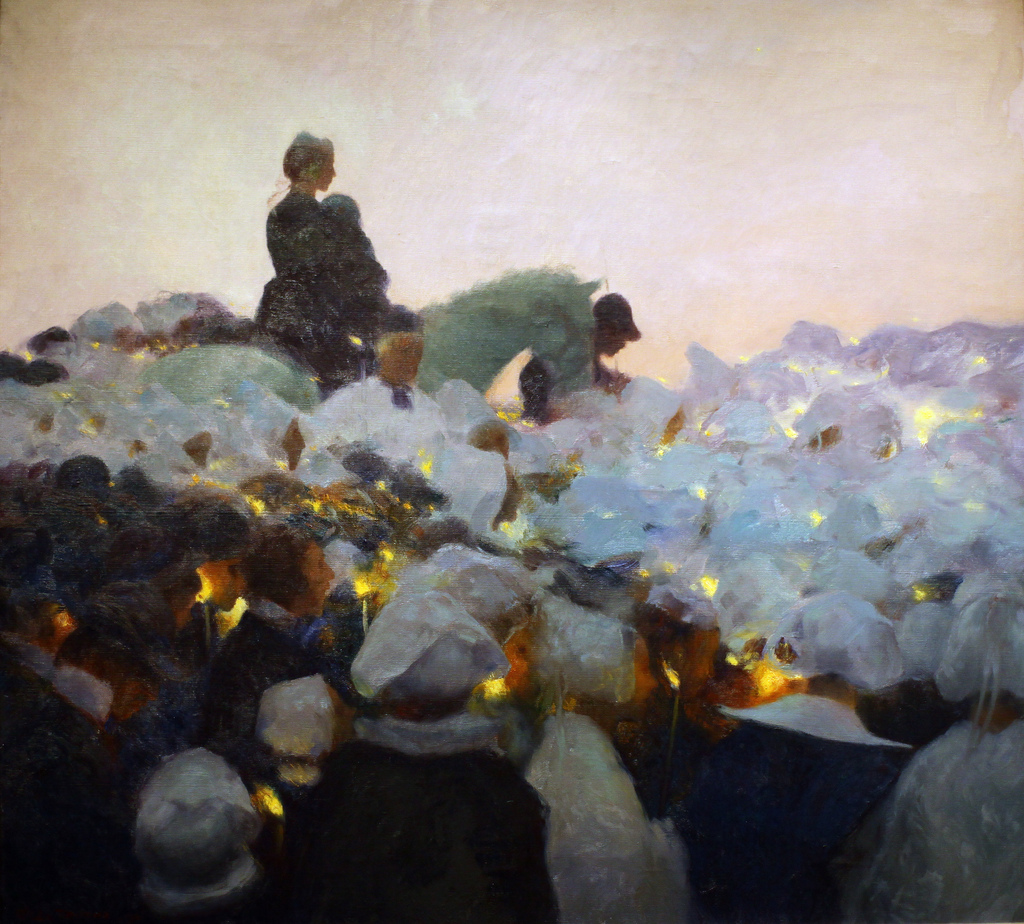
Gaston de La Touche, Pardon breton, 1896.

Le tableau de Fechine a été très apprécié par les critiques artistiques à l'étranger. Doulski écrit que Fechine a réussi à les intéresser à sa technique picturale inhabituelle, à son sujet ethnographique, rarement présenté dans les expositions russes à l'étranger, à l'atmosphère orgiaque de son tableau et à la représentation de l'aspect barbare des cultures primitives. Le magazine d'art de Munich, Die Kunst, a fait figurer une photo de Mariage chez les Tchérémisses dans le compte-rendu de l'exposition. Le critique d'art allemand écrit :

« Ce village gris et semi-désert, cette scène immergée dans la boue et les effluves de vin représentent un morceau de la Russie authentique et profonde ! Cette vérité est pathétique ! Mais c'est la vérité qui n'a pas la prétention d'être affable, elle veut être amère et non dissimulée. La couleur criarde de certains vêtements et, au-dessus des cabanes, un léger souffle de vent soulignent le caractère misérable. Toutefois, la sécheresse et la rigidité de la peinture de Fechine est particulièrement bien adaptée au caractère de l'ensemble du tableau. »

Lors d'une exposition à Pittsburgh, la toile a fait « une impression stupéfiante ». Le critique artistique de la revue The Baltimore Sun compare le tableau de Fechine à celui de l'artiste français Gaston de La Touche intitulé Boutique parisienne (en anglais : « Paris shop »). Il écrit que les deux peintres utilisent les mêmes couleurs, mais dans Mariage chez les Tchérémisses elles sont plus lumineuses, il ne surprend pas non plus et ne heurte pas le regard, « les couleurs étant merveilleusement et harmonieusement disposées ». Le tableau de Fechine « dans toute sa charmante simplicité et son intégrité présente toutes des nouvelles formes attrayantes... »,

## Intérêt pour la toile chez les critiques d'art soviétiques et américains des années 1960 aux années 1980
Les historiens d'art soviétiques connaissaient peu la toile Mariage chez les Tchérémisses. Même dans le Catalogue fondamental des œuvres de Nikolaï Fechine jusqu'en 1923, qui est paru en 1992, les dimensions du tableau, pourtant assez grandes, ne sont pas données. Par ailleurs, il est placé dans la liste des tableaux dont l'emplacement n'est pas connu. Seules trois expositions ayant eu lieu avant 1912, et qui l'ont présenté, sont cités. Le tableau est simplement renseigné comme se trouvant aux États-Unis.

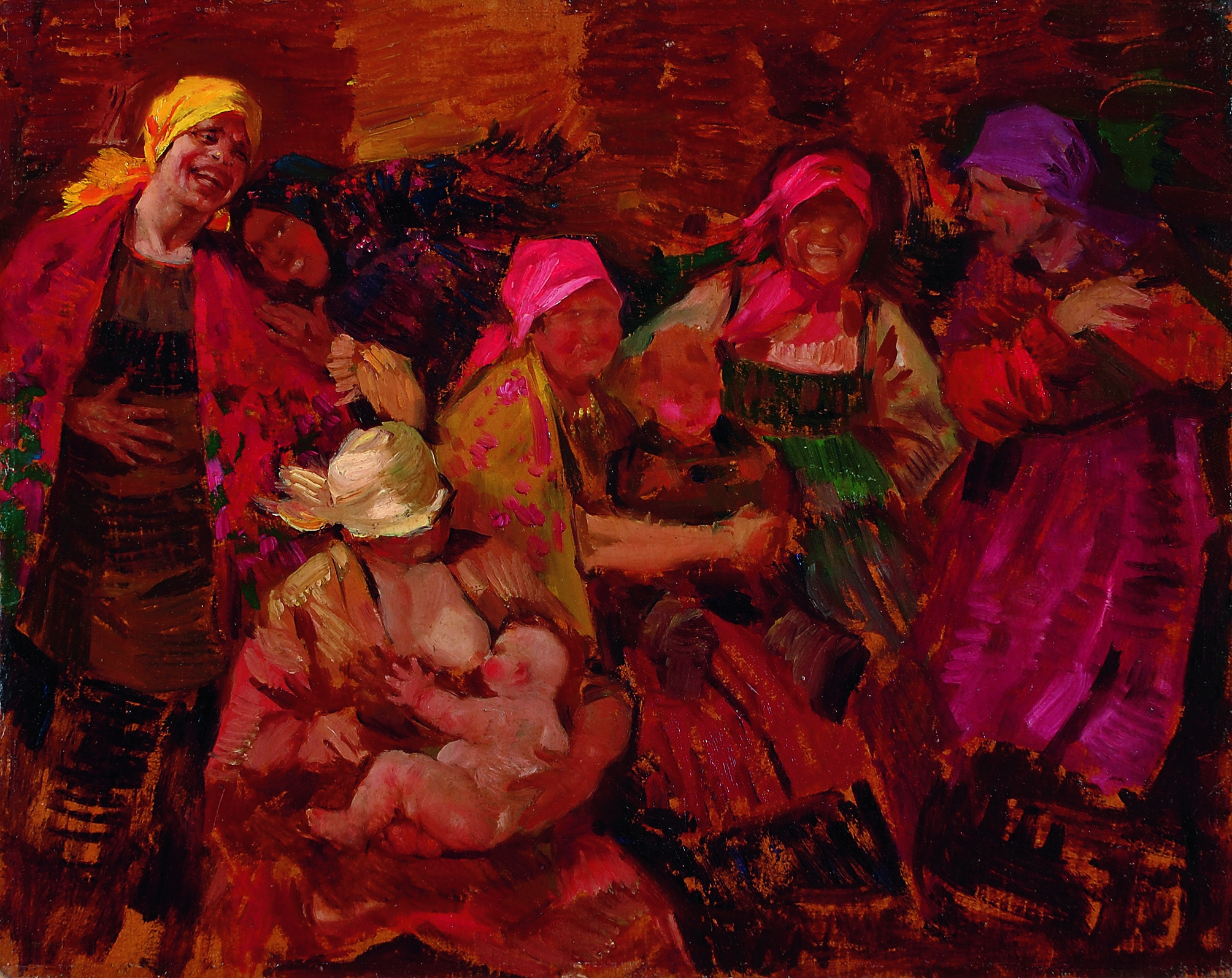
Bonheur féminin Philippe Maliavine, 1900.

L'historien d'art Joseph Anatolevitch Brodsky, dans une monographie intitulée Répine pédagogue (1960), écrit que Fechine était fortement négatif quant à son appréciation des représentations de la vie populaire dans l'œuvre de Philippe Maliavine. Mais Brodsky considérait les toiles Kapoustnitsa et Mariage chez les Tchérémisses comme une satire, une caricature de la vie des villages qui étaient dépourvues d'authenticité. Il admettait, par contre, que ces toiles étaient traitées de manière originale et pittoresque ; grâce notamment à l'utilisation du couteau à peindre. Dans un essai biographique inséré dans le catalogue des travaux de Fechine présenté lors de l'exposition à Moscou en 1964, à propos du tableau Mariage chez les Tchérémisses, la maturité de Fechine est remarquée, de même que l'acuité de ses images et sa technique brillamment utilisée. Le tableau lui-même n'a pas été présenté mais bien les esquisses du musée Gorno-Mariski, appelé aujourd'hui Musée des beaux-arts de Kozmodemiansk.
Dans son essai sur l'œuvre de Fechine paru en 1975, la critique d'art soviétique Sophia Kaplanova écrit qu'elle n'a pas pu voir le tableau original mais que grâce aux études de 1908 disponibles au musée des beaux-arts de Kozmodemiansk, elle avait pu se faire une idée de la compétence de Fechine et de la vitalité qui se dégage de ce tableau.
La critique d'art Svetlana Tcherbonnaia, dans son ouvrage sur l'histoire de l'art au Tatarstan, paru en 1978, écrit que Fechine a créé un tableau, « dans lequel il admire la nature de sa terre natale, avec toute sa douceur, avec ses couleurs argentées et ses types originaux de paysans Maris, les associant à la révélation du caractère sauvage, rude de la vie quotidienne (et en en montrant quelquefois les côtés grotesques) ». Dans une autre monographie, parue en 1987, elle écrit qu'à travers le côté rituel de la vie quotidienne ordinaire des paysans, Fechine a réussi à révéler « la beauté et la force de ces gens au travail, et l'ensauvagement accablant de la vie dans ces coins perdus ». Selon cette critique, Fechine a créé une toile, qui témoigne de la pauvreté matérielle et culturelle des habitants de cette région.
En 1975, aux États-Unis, est publiée une monographie sur l'œuvre de Fechine dont l'auteur est la graveuse, designeuse et écrivaine Mary Belcom. Galina Toulouzakova qualifie son ouvrage d'« œuvre la plus fondamentale sur le peintre Fechine en Amérique ». En analysant Mariage chez les Tchérémisses, Belcom écrit « … les qualités décoratives, stylistiques, les sinuosité des lignes sont le signe de l'impressionnisme russe, qui, pour moi, est devenu, après la révolution russe de 1905, une magistrale artère de développement des arts dans l'Empire russe. »,

## Critique des historiens d'art sur le tableau

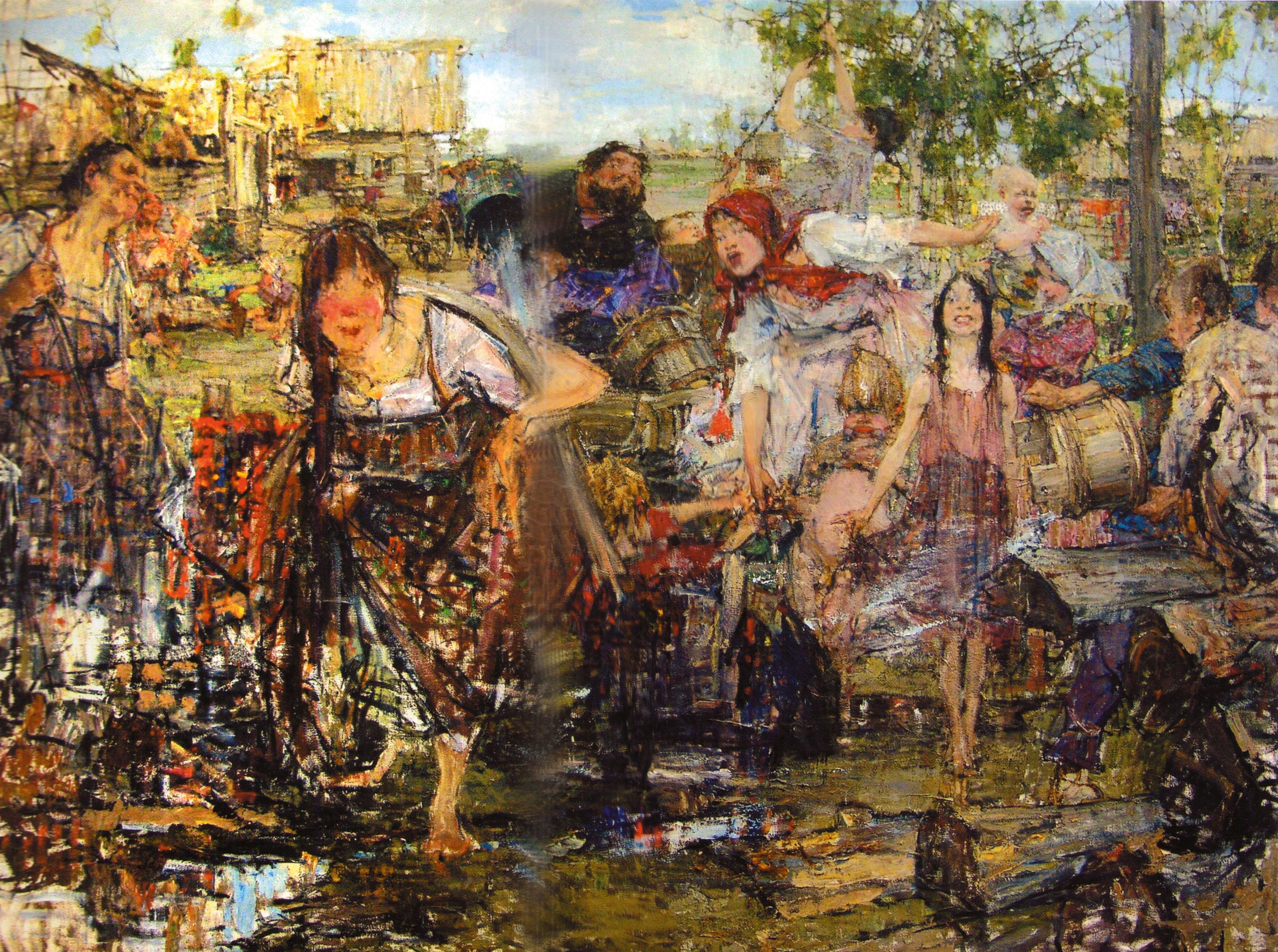
L'Aspersion Fechine (1914), Galerie nationale d'art Khazine.

Le tableau Mariage chez les Tchérémisses est cité à plusieurs reprises dans l'article du critique du Tatarstan Anatole Novitski intitulé Le retour du Portrait de Varia Adoratskaïa (ru), publié en 1994. Selon le critique, ce tableau et celui de L'Aspersion ne sont pas celui d'un peintre du groupe des Ambulants mais plutôt celui d'un peintre ethnographe. Il remarque « l'aspect bestial des visages d'hommes et l'aspect stupide des visages féminins », tous aussi laids les uns que les autres. Ces mêmes appréciations sont exprimées par le meneur à Kazan de l'avant-garde russe des années 1920, Konstantin Tchebotariov, dans une entrevue avec Novitski, publiée en 2019 sous le titre Réflexions sur Nikolaï Fechine.
L'historienne d'art, Anna Almazova, dans une monographie sur le développement des beaux-arts au Tatarstan, remarque que ce tableau Mariage chez les Tchérémisses possède « une dimension particulière, un tempérament, une capacité à organiser et à révéler les personnages, des couleurs vives et éclatantes ». De son point de vue, ce tableau de Fechine est le premier qui a réussi à attirer l'attention du public et de la critique.
Le conservateur en chef du musée des beaux arts de Tchouvachie, Gueorgui Issaïev, estime qu'en mettant l'accent sur l'aspect grotesque et sur les traits physiques individuels de ses personnages, Fechine évite de tomber dans la peinture folklorique. Ses combinaisons exquises de rouge, de bleu et de jaune, qui caractérisent l'écriture de l'artiste, ont également joué un rôle de ce point de vue. Selon Issaïev, l'action théâtrale et musicale attire particulièrement l'artiste dans cette composition du Mariage chez les Tchérémisses et c'est pourquoi il a doté sa toile d'une « sonorité ». Selon Issaïev, le tableau de Fechine reflète l'esprit du temps, entre la révolution russe de 1905 et celle de 1917, et la tendance à la formation d'une plastique d'avant-garde dans les beaux-arts en Russie.

### Critique de Galina Toulouzakova
Galina Toulouzakova considère, après examen des trois esquisses préparatoires de Fechine de 1908, conservées au Musée d'Art Grigoriev de Kozmodemiansk et au musée des beaux-arts de la République du Tatarstan à Kazan, qu'au début de son travail sur le tableau, Fechine n'avait pas encore choisi un évènement particulier comme sujet et «  qu'il représentait une procession rituelle presque mystique ». Toutefois, dans la version finale, il a choisi l'épisode spécifique et reconnaissable du mariage de la fiancée portant une icône, le visage caché par son foulard, emmenée vers une télègue. Le fiancé est assis sur le banc de la télègue et se prépare à diriger les chevaux vers la maison de ses parents,. La critique Elena Petinova note l'influence incontestable sur Fechine, pour la composition du Mariage chez les Maris, du tableau d'Ilia Repine, Procession religieuse dans la province de Koursk.

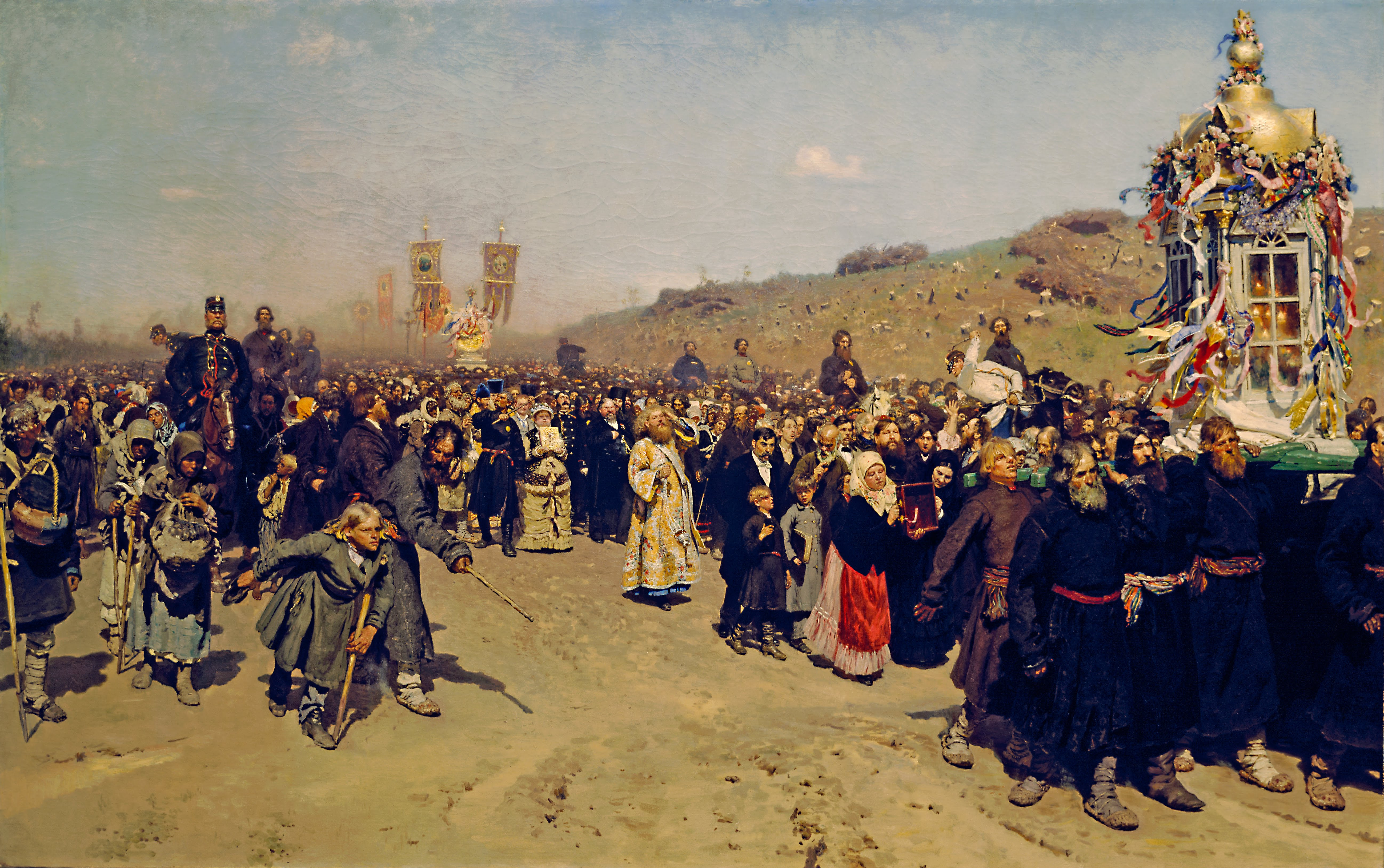
Procession religieuse dans la province de Koursk, Ilia Répine, 1880—1883.

La scène de Fechine se dissout, selon Toulouzakova, dans la masse dynamique des personnes participant à la fête de mariage,. Les personnages sont des participants séparés les uns des autres dans une composition décentralisée. Le regard du spectateur est attiré vers la figure éloignée des deux musiciens, constituant le « centre optique » du tableau. La structure de la composition du tableau peut être considérée comme un huit fermé comprenant des personnages de premier et deuxième plans,.
Les participants à la cérémonie et les spectateurs sont prêts à avancer en procession, dans un mouvement qui naît dans les profondeurs de la toile chez les derniers d'entre eux. La vision de la scène par l'artiste est censée se trouver au niveau de la femme montée sur la télègue, portant un foulard jaune et remontant sa jupe de la main gauche. Elle est représentée avec la tête au-dessus de la foule devant une bande de ciel clair. Cette tête est située plus haut que celle des autres personnages et son foulard clair attire l'attention sur elle au milieu des vêtements sombres. Selon Toulouzakova, les épaules de la femme forment « le sommet d'un triangle (ou d'une pyramide), dans lequel on peut faire entrer mentalement toute la scène ». C'est « le point de fuite de tout le tableau », celui qui attire l'attention du spectateur. Toutefois, Fechine « interprète librement les lois académiques de construction de sa composition, renonce à une logique trop stricte, s'éloigne de la sécheresse de calculs mathématiques »,. Fechine « fait preuve d'une connaissance précise de l'anatomie et des lois de la technique de représentation des volumes et de la texture des objets à l'aide du contraste »,.
Le tableau respecte les principes du réalisme et représente le sujet dans les formes de la vie elle-même, mais « souligne la matérialité de la toile, remplie d'un ensemble ordonné de taches et de mouvements qui sont précieux en soi ». Dans l'espace, le tableau respecte une division en trois plans, mais l'illusion de profondeur reste absente,. Les éléments architecturaux ne permettent pas d'identifier la perspective, comme c'est généralement le cas en peinture.
Le paysage lointain se présente, selon Toukouzakova, comme les coulisses d'une scène de théâtre. Les figures lointaines sont représentées plus haut et les figures proches plus bas. Cette technique donne l'impression d'un motif décoratif (de « tapis », selon Toulouzakova). L'artiste refuse d'adopter une perspective aérienne. Grâce à cela, la couleur ne change pas d'intensité, et les contours des figures et des détails du paysage ne sont pas flous. On peut distinguer une cinquantaine de personnages, dont la plupart se trouvent dans le fond, ce qui donne à l'ensemble une impression « de proximité, de monolithe, d'unité d'action »,. Sur les visages des gens, on perçoit la gaieté de l'ivresse. L'artiste accentue les caractéristiques des personnages jusqu'au grotesque. Si bien que « ceux-ci ne provoquent pas seulement le sourire mais aussi la peur ».
Toulouzakova remarque l'individualité de chaque personnage du tableau, l'existence et la motivation du naturel des actions de chacun, l'unité pittoresque de la toile. Fechine distingue délibérément les personnages individuels de la foule, ne met pas l'accent sur les visages ou les mains, mais plutôt sur les taches de couleurs. Ces personnages créent entre eux différents « blocs narratifs ». Ce sont : la fiancée en robe blanche et à côté d'elle la marieuse, riant dans sa jupe colorée ; une Tchérémisse en robe blanche avec un enfant, debout au bord de la toile ; un homme avec un bandeau blanc sur l'épaule, qui conduit un cheval. Comme la diagonale du bandeau perturbe le rythme vertical des taches claires, sa figure attire le regard du spectateur. Il commence un mouvement qui le fera sortir de la scène avec le cheval, mais Fechine coupe le cadre à hauteur du poignet et souligne ainsi ce mouvement entrepris,.
Le rythme ordonné des taches de couleurs, les éléments de composition, l'énergie du coup de pinceau, permettent à Fechine de créer un effet de vibration qui donne l'impression du mouvement. Les contrastes apparaissent à différents niveaux : la « fête réjouissante » s'oppose au paysage morne, démontrant la misère générale des personnages. Leurs visages primitifs s'opposent à la technique sophistiquée de la peinture. La position statique des personnages à l'avant-plan s'oppose au mouvement entamé par la foule à l'arrière. La profondeur s'oppose à la planéité, le clair à l'obscur,.
Dans l'esquisse à l'aquarelle de la collection du Musée national du Tatarstan à Kazan (1908), la gamme des couleurs est grise et blanche avec une touche de rouge. Puis, dans le travail sur le tableau, Fechine passe à des combinaisons contrastées et lumineuses de couleurs. Dans le tableau final, il adoucit la couleur qui devient plus discrète, un peu sombre, proche du gris, créant ainsi la sensation d'une journée nuageuse d'automne. Le ton général est créé par de nombreuses nuances de gris (du blanc au noir). Dans la plupart des fragments de la toile, trois couleurs sont utilisées : le jaune, le bleu et le rouge. Toulouzakova les compare à des pierres précieuses bordées d'argent antique noirci.

### Critique de Dmitri Seriakov
Dmitri Seriakov, critique d'art, considère Mariage chez les Maris comme caractéristique du thème ethnographique dans l'œuvre du peintre. Celui qui ressort, plus tard, dans ses scènes de genre telles que L'Aspersion et Kapoustnitsa. Ces trois tableaux ont été appelés L'Ensemble rituel de Fechine. Pour Seriakov, Fechine en cherchait pas tant à montrer des scènes de la vie populaires qu'un mode de vie imprégné dans des rites spécifiques.
Mariage chez les Maris et les autres tableaux du « rituel » ont en commun chez Fechine :
- Le désir de montrer la sauvagerie païenne, la proximité de l'homme par rapport à l'élément naturel et ses racines ethniques. Aucun personnage individuel n'est rendu principal sur ses toiles, ils sont tous séparés, indépendants, mais sont des éléments d'une action en commun[92].
- Fechine ne présente pas dans sa composition d'orientation ou de critique sociale. Seriakov caractérise ses toiles comme musicales et non littéraires. Elles ne racontent pas et ne font que montrer. La technique de peinture et la maîtrise de la couleur par Fechine ne sont pas moins importantes que le sujet de la composition[92].

### Critique de Sergueï Voronkov

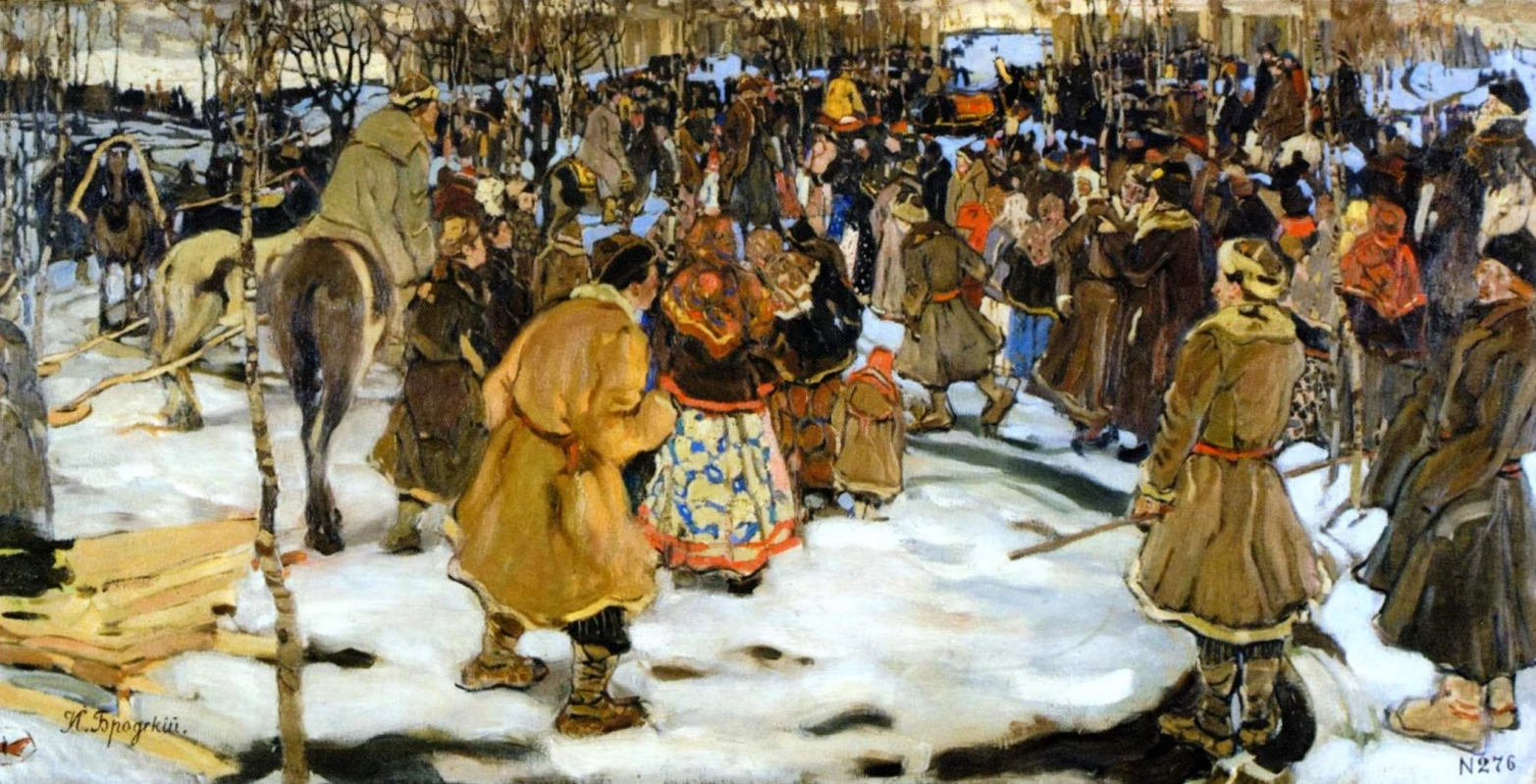
Isaac Brodski. Époque des Boyards, 1906.

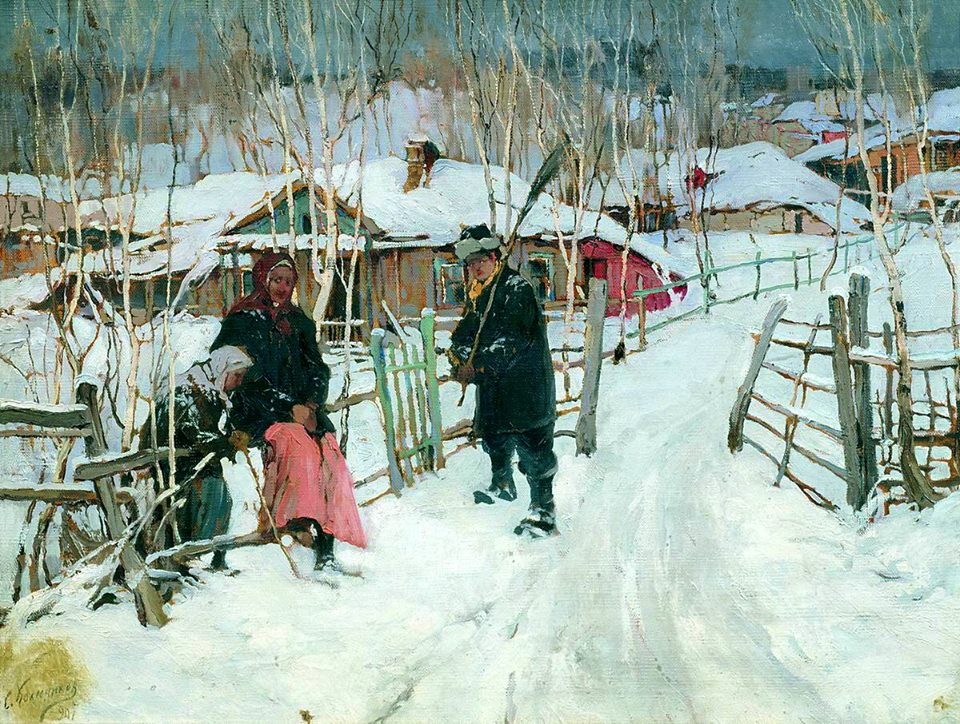
Stepan Kolesnikov. Hiver. Okolitsa (le regard du peintre est dirigé d'en haut et le ciel n'est qu'une bande étroite, comme dans le tableau de Fechine), avant 1917.

Le peintre et critique d'art Sergueï Voronkov observe que dans la version finale du tableau de Fechine, par rapport aux croquis antérieurs, plusieurs personnages disparaissent, que le tableau devient plus statique, que l'artiste a rapproché l'image du spectateur. L'image est plus décorative, un peu sèche, moins libre. Le critique rapproche le tableau de ceux des contemporains de Fechine, Stepan Kolesnikov (ru) et Isaak Brodsky. Tous deux ont étudié avec Fechine dans la classe d'Ilia Repine. Voronkov considérait que le tableau de Brodsky Époque des Boyards (1906, 104 × 206 cm, toile, huile, Musée des beaux-arts de Dnipro), réalisé deux ans avant Mariage chez les Maris, ressemblait fort à celui de Fechine dans sa composition.
Voronkov décrit l'impression de choc provoqué par les tableaux de Fechine sur ses contemporains, et en particulier par ce Mariage chez les Maris, du fait de l'utilisation du grotesque dans la création d'images aux personnages multiples. Et pourtant, on ne trouve pas d'ironie ou de désespoir dans ces toiles. Voronkov voit chez Fechine « une admiration artistique pour les coutumes et les traditions populaires, à la limite de rituels païens ». Fechine ne cherche pas seulement à montrer l'obscurité et l'ignorance dans ce tableau mais aussi « la substance poétique des rites populaires ».